# Рябичев (хутор)
Ря́бичев — хутор в Волгодонском районе Ростовской области. 
Административный центр Рябичевского сельского поселения. 

## География
Хутор находится на берегу реки Старый Дон, на расстоянии примерно 200 км (по шоссе) к северо-востоку от города Ростов-на-Дону, административного центра области. Абсолютная высота — 18 м над уровнем моря.

## Население
| 1989 | 2002  | 2010  |
| ---- | ----- | ----- |
| 2193 | ↗2601 | ↗2712 |

## Улицы
| - ул. 50 лет СССР, - ул. Азина, - ул. Белинского, - ул. Береговая, - ул. Восточная, - ул. Дружбы, - пер. Закруткина, | - пер. Заря, - пер. Калинин, - ул. Коммунистическая, - ул. Космонавтов, - ул. Ленина, - ул. Лермонтова, - ул. Луговая, | - ул. Мира, - ул. МТС, - ул. Набережная, - пер. Некрасова, - ул. Новосёлов, - ул. Парковая, - ул. Пушкина, | - пер. Серафимовича, - ул. Советская, - ул. Степная, - ул. Театральная, - пер. Толстого, - ул. Шолохова, - ул. Юбилейная. |

## Инфраструктура
На хуторе действуют средняя общеобразовательная школа, поликлиническое отделение Центральной районной больницы.